# Fundación Escuela de Comercio Álvares Penteado
La Fundación Escuela de Comercio Álvares Penteado (FECAP)  es una institución brasileña de enseñanza superior sin ánimo de lucro con sede en la ciudad de Sao Paulo, Brasil. Su campo de estudio es la gestión empresarial. Fundada el 2 de junio de 1902, la FECAP posee desde 1915 la certificación de utilidad pública más antigua de Brasil. La institución fue también la primera en abrir programas de Economía (1934) y Contabilidad (1939) en el país.
En 1992, el actual edificio de la fundación, conocido como Palácio do Comércio, proyectado por el arquitecto sueco Carlos Ekman y ubicado en el Largo de São Francisco, fue declarado como patrimonio histórico de la ciudad de São Paulo.